# Хідака (повіт, Хоккайдо)
Пові́т Хіда́ка (яп. 日高郡, ひだかぐん, МФА: [çidaka guɴ]) — повіт в Японії, в окрузі Хідака префектури Хоккайдо. 